# Štark arena
Beogradska arena, iz sponzorskih razloga poznata kao Štark arena ili ranije Kombank arena, višenamjenska je dvorana u Beogradu, u Srbiji. Namijenjena je ponajprije za športska događanja, poput košarke, rukometa, odbojke, tenisa, atletike, no u njoj se održavaju i koncerti, sajmovi i kongresi. Površine je oko 48.000 četvornih metara, a osnovni kapacitet iznosi 18.386 gledatelja.
Kompleks se sastoji od velike dvorane, male dvorane i parkinga.

## Povijest
Godine 1989. Međunarodna košarkaška federacija povjerila je Beogradu organizaciju Svjetskog prvenstva u košarci 1994. uz uvjet da se izgradi nova dvorana. Odmah je raspisan natječaj za dizajn nove dvorane, za koju je bio predviđen kapacitet od oko 20.000 gledatelja. Pobijedio je projekt beogradskog arhitekta Vlade Slavice.
Godine 1991. za gradnju dvorane odabran je Blok 25 u Novom Beogradu. S obzirom na to da je do početka prvenstva bilo preostalo tri godine, dvoranu je bilo potrebno izgraditi u rekordnom vremenu, pa se u izgradnju uključilo 126 tvrtki.
Sama izgradnja započela je 1992. kada je odbor za izgradnju arene sklopio sporazum s HOK-om, američkom tvrtkom specijaliziranom za športske objekte. Suradnja je ubrzo prekinuta jer su Ujedinjeni narodi uveli sankcije SR Jugoslaviji zbog agresije na Bosnu i Hercegovinu.
Godine 1993. SR Jugoslaviju pogodila je inflacija, a Beogradu je zbog oružane agresije na Hrvatsku i Bosnu i Hercegovinu oduzeto domaćinstvo košarkaškog prvenstva. Prvenstvo je na kraju održano u Torontu. Unatoč tomu, radovi su nastavljeni, ali su sporije tekli zbog nedostatka materijala potrebnog za gradnju.
Godine 1995. radovi su u potpunosti zaustavljeni, no ipak su ponovno započeti 1998. kada je Beograd odabran za domaćina Svjetskog prvenstva u stolnom tenisu 1999. godine. No, tada je došlo do NATO-ovog bombardiranja Srbije, te je SR Jugoslavija izgubila pravo na organizaciju tog natjecanja.
Godine 2000. dolazi do političkih promjena u Jugoslaviji zbog čega su ukinute međunarodne sankcije. Godine 2004. Beogradska arena je konačno završena, te je godinu kasnije u njoj održano Europsko prvenstvo u košarci, čiji je Beograd bio domaćin.
Godine 2007. srbijanski košarkaški trener Božidar Maljković predložio je imenovanje dvorane po košarkašu Aleksandru Nikoliću, no za time nije iskazano zanimanje.
Godine 2008. u Areni je održana Pjesma Eurovizije, čiji je domaćin bila Srbija.

## Vanjske poveznice
- Službene stranice  Arhivirana inačica izvorne stranice od 24. srpnja 2012. (Wayback Machine)